# Carluz Belo
Carluz Belo, nome artístico de Carlos Belo (Fão, Esposende, 7 de Agosto de 1983) é um músico, cantor e compositor português.
Tendo na música a sua principal paixão, o artista estudou produção musical na ETIC e Jazz no JBJazz Clube, em Lisboa. A sua pop minhota respira por entre as árvores do Pinhal de Ofir e as suas diversas influências refletem-se nas canções que compõe. Em 2008 foi um dos produtores convidados para o Festival RTP da Canção, representando uma nova geração no certame. O músico é constantemente influenciado pelos mais diversos fragmentos musicais, que são muitas vezes filtrados e metamorfoseados pela sua principal e inesgotável fonte de inspiração – o seu lugar de todas as emoções – a Praia de Ofir. Encantado com a diversidade de sabores e aromas que o género “canção” consegue abranger, Carluz Belo persegue o seu fascínio pela música, sempre acompanhado pela língua das rimas de Camões e Variações.

## Biografia

### 1983-2000: Os Primeiros Anos
Desde pequeno que o artista natural da Vila de Fão, em Esposende, se sentia fascinado por muitas das melodias que escutava na TV: desde genéricos de programas, a canções infantis, anúncios publicitários e claro o Festival RTP da Canção e da Eurovisão. A presença da guitarra portuguesa nos braços do avô paterno Mário Belo serviu também como banda sonora ao longo do seu crescimento, alegrando sempre as festas e serões em família. Foi aos 15 anos que o artista sentiu pela primeira vez a paixão pelo palco, quando se juntou ao clube de teatro da Escola Secundária Henrique Medina. Participou em várias peças como ator, incluindo “Felizmente Há Luar" de Luís de Sttau Monteiro e escreveu “Lusíadas: Versão Virtual” - uma divertida adaptação da epopeia para o público infantojuvenil. Algumas destas peças de teatro foram alvo de pequenas digressões por escolas do norte do país.

### 2001-2005: A Experiência Universitária
Aos 18 anos, ingressou na Faculdade de Belas Artes do Porto, onde se licenciou em design gráfico. Durante estes 5 anos foram várias as suas experiências de palco, enquanto lhe surgiam as primeiras melodias originais - que lhe vinham ao espírito, muitas vezes com poemas já incluídos. Além de ter finalmente decidido entrar numa pequena escola de música no Porto, abraçou vários projetos musicais locais que lhe permitiram pela primeira vez apresentar-se ao público enquanto músico e arrecadar alguns prémios como compositor. Chegou a pertencer ao mesmo tempo a um coro de jovens católicos e a uma banda de garagem focada no pop/rock. Estas experiências levaram-no a tocar em Esposende, Guimarães, Ílhavo, Lisboa, Almada e Setúbal, quase sempre como vocalista e sempre como compositor. Um dos pontos altos da sua vida universitária foi a sua apresentação como solista do coro Gospel Rhythms Society da Coventry University, no espetáculo de Natal 2005, no Reino Unido. Esta estadia nas Ilhas Britânicas pelo Programa Erasmus foi basilar para o ajudar a compreender o sentido da sua Portugalidade e o desejo de se tornar músico por inteiro.

### 2006-2011: Lisboa & O Festival RTP da Canção
Em 2006, decidido a enveredar mais seriamente na música, ruma a Lisboa para aprender produção musical, num curso técnico de um ano, do qual foi o melhor aluno. Fruto do trabalho realizado ao longo desse ano escolar na ETIC, envia em 2007 uma canção para a RTP, candidatando-se ao Festival RTP da Canção. Em 2008 foi então convidado a participar no 44º Festival RTP da Canção (no Teatro Camões) como produtor e cantautor, onde apresentou o seu inédito Cavaleiro da Manhã, focado na Lusofonia. Esta vivência impulsionou-o a consolidar os seus conhecimentos musicais com 3 anos de estudos no JB Jazz Clube, onde se especializou em voz pela mão da professora Raquel Marques.

### 2012-2016: O Regresso Ao Minho
Em 2012 regressa ao Minho em busca da sua verdade musical. Volta a explorar o seu lado de ator, experimenta ser sonoplasta e produz e apresenta o seu próprio programa de rádio No Rasto dos Dias, na estação local. Apresenta em 2014 uma série de concertos de versões com o seu irmão, o teclista Joel Belo. A sua participação no 4º Festival de Música Moderna de Amares – Tributo a António Variações 2014 – mereceu-lhe o prémio do júri, de melhor versão do Variações, com o tema Estou Além.

### 2017-2021: Menino da Praia

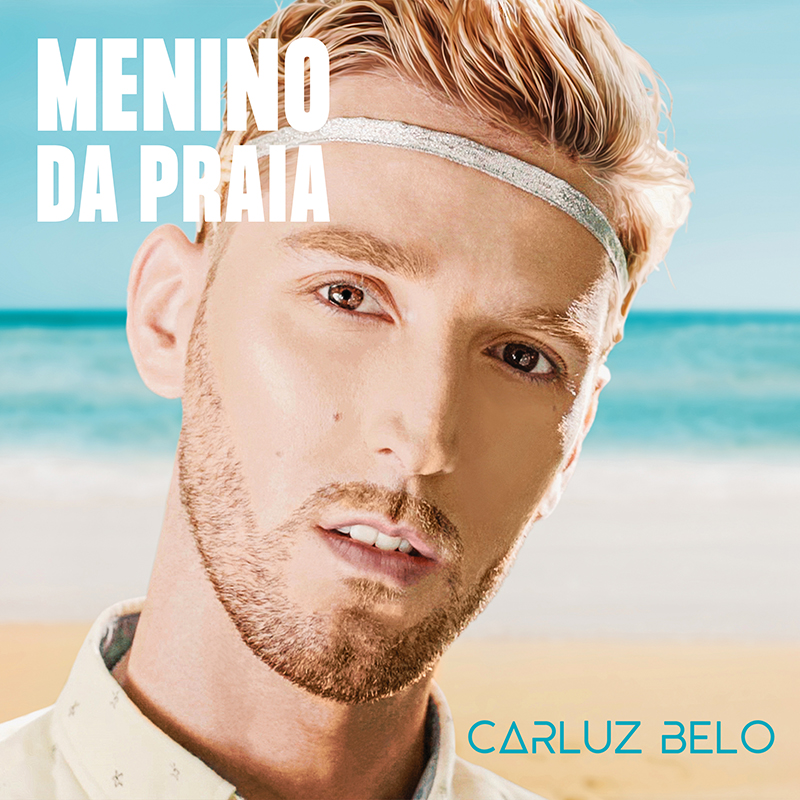
Capa do álbum de estreia de Carluz Belo

No final de 2016 conhece o produtor Pedro Saraiva e juntos começam a explorar mais a fundo a arte do músico. Em 2017 lança os singles O Mundo Que Nos Foge (com poema de Al Berto) e Ao Virar de Cada Esquina, frutos da parceria com Pedro Saraiva como coprodutor e arranjador. No Verão de 2017 realiza uma primeira apresentação em Esposende, com alguns dos temas originais que farão parte do seu primeiro trabalho discográfico. Já em 2020 edita os singles Folhas Secas e Menino da Praia. 
MENINO DA PRAIA é o seu álbum de estreia, editado a 30 de Outubro de 2020 com o apoio do Fundo Cultural da Sociedade Portuguesa de Autores. Esta aventura dream-pop minhota celebra a liberdade de compor e cantar, como uma criança interior que corre livre pela praia. As 12 canções sobreviveram ao longo de mais de 10 anos de trabalho, inspirando-se na paisagem do litoral do Minho. Quase todos os temas se encaixam numa espécie de estação do ano interior, dentro da alma. Em MENINO DA PRAIA há passeios à beira mar, amores e desencanto, infâncias coloridas, florestas místicas e pássaros esvoaçantes... Nas palavras do artista: “Escutar este disco é hoje a melhor forma de me conhecer enquanto músico e ser humano”. 

## Discografia

### Álbuns de Estúdio
- MENINO DA PRAIA (2020)

### Singles
- Cavaleiro da Manhã (2008)
- O Mundo Que Nos Foge (2017)
- Ao Virar de Cada Esquina (2017)
- Folhas Secas (2020)
- Menino da Praia (2020)

## Ver Também
- Festival RTP da Canção
- António Variações
- Al Berto
- Sociedade Portuguesa de Autores

## Ligações Externas
- «Página Oficial de Carluz Belo»